# Nacisk osi

Znak B-19: „zakaz wjazdu pojazdów o nacisku pojedynczej osi napędowej powyżej ... t” (tutaj: 10 t)

Nacisk osi – suma nacisków, jaką na drogę wywierają koła znajdujące się na jednej osi.
Maksymalny nacisk osi to największy nacisk kół na podłoże danej osi pojazdu obciążonego, określony przez producenta w zależności od konstrukcji pojazdu oraz konstrukcji tej osi.
Dopuszczalny nacisk osi to największy nacisk wywierany na podłoże przez koła danej osi pojazdu obciążonego, określony na podstawie przepisów
W transporcie kolejowym jest to suma statycznych pionowych sił koła wywieranych na tor przez zestaw kołowy lub parę niezależnych kół, podzielona przez przyspieszenie ziemskie.